# Heorhij Buščan
Heorhij Mykolajovyč Buščan (in ucraino Георгій Миколайович Бущан?; in romeno Gheorghe Bușcean, traslitterazione anglosassone: Heorhiy Mykolayovych Bushchan; Odessa, 31 maggio 1994) è un calciatore ucraino, portiere dell'Al-Shabab e della nazionale ucraina.

## Carriera

### Club
Cresciuto calcisticamente nel vivaio del Čornomorec', viene acquisito dalla Dinamo Kiev. Dopo alcuni anni trascorsi tra giovanili e seconda squadra, esordisce con i Biancoblu il 20 agosto 2017 in occasione della partita di campionato giocata in casa contro lo Stal' Dniprodzeržyns'k e vinta per 4-1.
Il 24 novembre 2021 gioca la sua partita numero 100 con la maglia della Dinamo Kiev.
Il 29 gennaio 2025 Buščan firma un contratto biennale con il club arabo dell'Al-Shabab, militante in Saudi Pro League.

### Nazionale
Dopo aver fatto la trafila in tutte le nazionali giovanili, nel 2020 ottiene la sua prima convocazione in nazionale maggiore, senza tuttavia esordire. Debutta il 7 ottobre giocando da titolare l'amichevole persa 7-1 contro la Francia.

## Statistiche

### Presenze e reti nei club
Statistiche aggiornate al 20 maggio 2025.
| Stagione             | Squadra              | Campionato           | Campionato | Campionato | Coppe nazionali | Coppe nazionali | Coppe nazionali | Coppe continentali | Coppe continentali | Coppe continentali | Altre coppe | Altre coppe | Altre coppe | Totale | Totale |
| Stagione             | Squadra              | Comp                 | Pres       | Reti       | Comp            | Pres            | Reti            | Comp               | Pres               | Reti               | Comp        | Pres        | Reti        | Pres   | Reti   |
| -------------------- | -------------------- | -------------------- | ---------- | ---------- | --------------- | --------------- | --------------- | ------------------ | ------------------ | ------------------ | ----------- | ----------- | ----------- | ------ | ------ |
| 2013-2014            | Dinamo-2 Kiev        | 1L                   | 4          | -6         | -               | -               | -               | -                  | -                  | -                  | -           | -           | -           | 4      | -6     |
| 2014-2015            | Dinamo-2 Kiev        | 1L                   | 15         | -10        | -               | -               | -               | -                  | -                  | -                  | -           | -           | -           | 15     | -10    |
| 2015-2016            | Dinamo-2 Kiev        | 1L                   | 5          | -5         | -               | -               | -               | -                  | -                  | -                  | -           | -           | -           | 5      | -5     |
| Totale Dinamo-2 Kiev | Totale Dinamo-2 Kiev | Totale Dinamo-2 Kiev | 24         | -21        | -               | -               | -               |                    | -                  | -                  |             | -           | -           | 24     | -21    |
| 2016-2017            | Dinamo Kiev          | PL                   | 0          | 0          | KU              | 0               | 0               | UCL                | 0                  | 0                  | SU          | 0           | 0           | 0      | 0      |
| 2017-2018            | Dinamo Kiev          | PL                   | 6          | -3         | KU              | 3               | -2              | UCL+UEL            | 0+3                | -4                 | SU          | 0           | 0           | 12     | -9     |
| 2018-2019            | Dinamo Kiev          | PL                   | 7          | -3         | KU              | 1               | -1              | UCL+UEL            | 0+1                | -1                 | SU          | 0           | 0           | 9      | -5     |
| 2019-2020            | Dinamo Kiev          | PL                   | 20         | -19        | KU              | 3               | -2              | UCL+UEL            | 0+5                | -7                 | SU          | 0           | 0           | 28     | -28    |
| 2020-2021            | Dinamo Kiev          | PL                   | 23         | -11        | KU              | 0               | 0               | UCL+UEL            | 7+4                | -10 + -5           | SU          | 1           | -1          | 35     | -27    |
| 2021-2022            | Dinamo Kiev          | PL                   | 15         | -9         | KU              | 0               | 0               | UCL                | 5                  | -11                | SU          | 0           | 0           | 20     | -20    |
| 2022-2023            | Dinamo Kiev          | PL                   | 8          | -7         | -               | -               | -               | UCL+UEL            | 6+2                | -7 + -4            | -           | -           | -           | 16     | -18    |
| 2023-2024            | Dinamo Kiev          | PL                   | 26         | -21        | KU              | 0               | 0               | UECL               | 4                  | -6                 | -           | -           | -           | 30     | -27    |
| 2024-gen. 2025       | Dinamo Kiev          | PL                   | 16         | -10        | KU              | 0               | 0               | UCL+UEL            | 6+5                | -6 + - 14          | -           | -           | -           | 27     | -30    |
| Totale Dinamo Kiev   | Totale Dinamo Kiev   | Totale Dinamo Kiev   | 121        | -83        |                 | 7               | -5              |                    | 48                 | -75                |             | 1           | -1          | 177    | -164   |
| gen.-giu. 2025       | Al-Shabab            | SPL                  | 11         | -21        | KC              | 1               | -3              | -                  | -                  | -                  | -           | -           | -           | 12     | -24    |
| Totale carriera      | Totale carriera      | Totale carriera      | 156        | -125       |                 | 8               | -8              |                    | 48                 | -75                |             | 1           | -1          | 213    | -209   |

### Cronologia presenze e reti in nazionale
| Cronologia completa delle presenze e delle reti in nazionale ― Ucraina | Cronologia completa delle presenze e delle reti in nazionale ― Ucraina | Cronologia completa delle presenze e delle reti in nazionale ― Ucraina | Cronologia completa delle presenze e delle reti in nazionale ― Ucraina | Cronologia completa delle presenze e delle reti in nazionale ― Ucraina | Cronologia completa delle presenze e delle reti in nazionale ― Ucraina | Cronologia completa delle presenze e delle reti in nazionale ― Ucraina | Cronologia completa delle presenze e delle reti in nazionale ― Ucraina |
| Data                                                                   | Città                                                                  | In casa                                                                | Risultato                                                              | Ospiti                                                                 | Competizione                                                           | Reti                                                                   | Note                                                                   |
| ---------------------------------------------------------------------- | ---------------------------------------------------------------------- | ---------------------------------------------------------------------- | ---------------------------------------------------------------------- | ---------------------------------------------------------------------- | ---------------------------------------------------------------------- | ---------------------------------------------------------------------- | ---------------------------------------------------------------------- |
| 7-10-2020                                                              | Saint-Denis                                                            | Francia                                                                | 7 – 1                                                                  | Ucraina                                                                | Amichevole                                                             | -7                                                                     |                                                                        |
| 10-10-2020                                                             | Kiev                                                                   | Ucraina                                                                | 1 – 2                                                                  | Germania                                                               | UEFA Nations League 2020-2021 - 1º turno                               | -2                                                                     |                                                                        |
| 13-10-2020                                                             | Kiev                                                                   | Ucraina                                                                | 1 – 0                                                                  | Spagna                                                                 | UEFA Nations League 2020-2021 - 1º turno                               | -                                                                      |                                                                        |
| 24-3-2021                                                              | Saint-Denis                                                            | Francia                                                                | 1 – 1                                                                  | Ucraina                                                                | Qual. Mondiali 2022                                                    | -1                                                                     |                                                                        |
| 28-3-2021                                                              | Kiev                                                                   | Ucraina                                                                | 1 – 1                                                                  | Finlandia                                                              | Qual. Mondiali 2022                                                    | -1                                                                     | 87’                                                                    |
| 3-6-2021                                                               | Dnipro                                                                 | Ucraina                                                                | 1 – 0                                                                  | Irlanda del Nord                                                       | Amichevole                                                             | -                                                                      |                                                                        |
| 13-6-2021                                                              | Amsterdam                                                              | Paesi Bassi                                                            | 3 – 2                                                                  | Ucraina                                                                | Euro 2020 - 1º turno                                                   | -3                                                                     |                                                                        |
| 17-6-2021                                                              | Bucarest                                                               | Ucraina                                                                | 2 – 1                                                                  | Macedonia del Nord                                                     | Euro 2020 - 1º turno                                                   | -1                                                                     |                                                                        |
| 21-6-2021                                                              | Bucarest                                                               | Ucraina                                                                | 0 – 1                                                                  | Austria                                                                | Euro 2020 - 1º turno                                                   | -1                                                                     |                                                                        |
| 29-6-2021                                                              | Glasgow                                                                | Svezia                                                                 | 1 – 2 dts                                                              | Ucraina                                                                | Euro 2020 - Ottavi di finale                                           | -1                                                                     |                                                                        |
| 3-7-2021                                                               | Roma                                                                   | Ucraina                                                                | 0 – 4                                                                  | Inghilterra                                                            | Euro 2020 - Quarti di finale                                           | -4                                                                     |                                                                        |
| 11-11-2021                                                             | Odessa                                                                 | Ucraina                                                                | 1 – 1                                                                  | Bulgaria                                                               | Amichevole                                                             | -                                                                      | 46’                                                                    |
| 16-11-2021                                                             | Zenica                                                                 | Bosnia ed Erzegovina                                                   | 0 – 2                                                                  | Ucraina                                                                | Qual. Mondiali 2022                                                    | -                                                                      |                                                                        |
| 1-6-2022                                                               | Glasgow                                                                | Scozia                                                                 | 1 – 3                                                                  | Ucraina                                                                | Qual. Mondiali 2022                                                    | -1                                                                     |                                                                        |
| 5-6-2022                                                               | Cardiff                                                                | Galles                                                                 | 1 – 0                                                                  | Ucraina                                                                | Qual. Mondiali 2022                                                    | -1                                                                     |                                                                        |
| 9-9-2023                                                               | Breslavia                                                              | Ucraina                                                                | 1 – 1                                                                  | Inghilterra                                                            | Qual. Euro 2024                                                        | -1                                                                     |                                                                        |
| 12-9-2023                                                              | Milano                                                                 | Italia                                                                 | 2 – 1                                                                  | Ucraina                                                                | Qual. Euro 2024                                                        | -2                                                                     |                                                                        |
| 7-6-2024                                                               | Varsavia                                                               | Polonia                                                                | 3 – 1                                                                  | Ucraina                                                                | Amichevole                                                             | -3                                                                     |                                                                        |
| Totale                                                                 |                                                                        | Presenze                                                               | 18                                                                     |                                                                        | Reti                                                                   | -29                                                                    |                                                                        |

## Palmarès

### Club

#### Competizioni nazionali
- Supercoppa d'Ucraina: 3

Dinamo Kiev: 2018, 2019, 2020
- Coppa d'Ucraina: 2

Dinamo Kiev: 2019-2020, 2020-2021
- Campionato ucraino: 1

Dinamo Kiev: 2020-2021